# COGAT

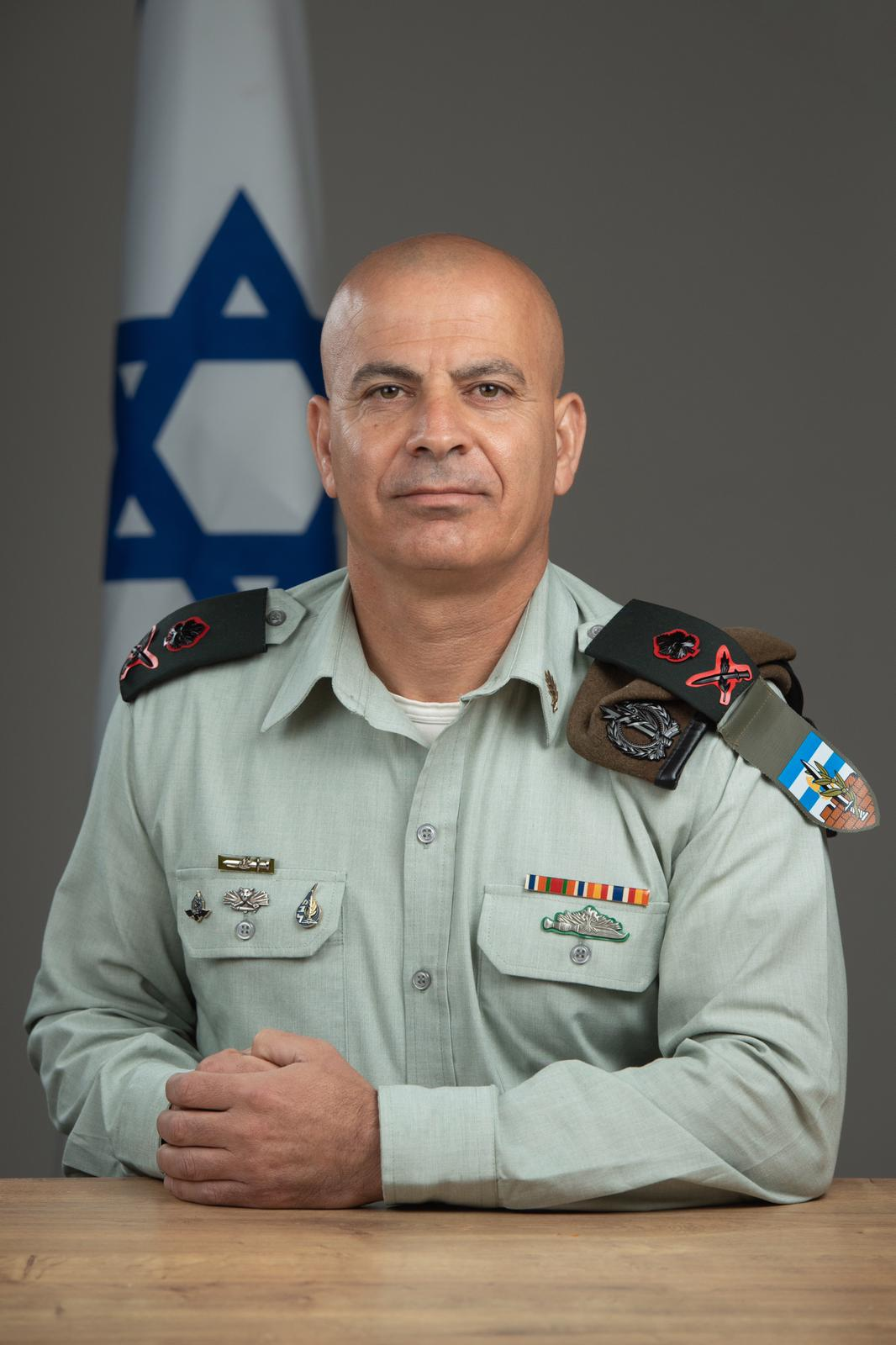
Ghassan Alyan, de huidige Coördinator

COGAT, in het Engels voluit Coordination of Government Activities in the Territories of Coordinator of Government Activities in the Territories, vertaald als "Coördinatie/Coördinator van Regeringsactiviteiten in de Gebieden", verwijst naar respectievelijk een tak van het Israëlische Ministerie van Defensie en het hoofd van deze organisatie. De Coördinator is een generaal-majoor van het Israëlische leger, de IDF. Sinds april 2021 is Ghassan Alian Coördinator.
COGAT is verantwoordelijk voor de coördinatie van het dagelijkse militaire en civiele bestuur op de Westelijke Jordaanoever en het grensverkeer tussen de Gazastrook en Israël. Formeel bestuurt COGAT zowel de Palestijnse bevolking als de Israëlische kolonisten op de Westoever. Een beperkt aantal civiele zaken betreffende de Palestijnse woongebieden 'Area A' en 'Area B' is gedelegeerd aan de Palestijnse Autoriteit, onder supervisie van COGAT. COGAT bewaakt ook de buitengrenzen van de Palestijnse gebieden en coördineert het verkeer van en naar het buitenland, inclusief diplomatiek en handelsverkeer en de levering van humanitaire hulp. 
'The Territories' (de Gebieden) in de benaming verwijst naar de Bezette Palestijnse gebieden. De bezette Syrische Golan en Oost-Jeruzalem vallen niet onder de verantwoordelijkheid van COGAT, omdat deze gebieden in strijd met het internationaal recht door Israël zijn geannexeerd en hier Israëlische wetgeving wordt toegepast. De Civil Administration, een onderdeel van COGAT, is de uitvoerende tak op de Westoever. Het kantoor voor Gaza valt rechtstreeks onder de verantwoordelijkheid van de Coördinator. 

## Achtergrond
In de Zesdaagse Oorlog in juni 1967 veroverde Israël onder meer de Westelijke Jordaanoever en de Gazastrook. Al snel werd duidelijk dat de bezetting van de veroverde gebieden langere tijd zou voortduren. Volgens het internationaal recht behoort het militair bestuur van bezet gebied de belangen en het welzijn van de oorspronkelijke bewoners (de Palestijnen) te beschermen, naast het dienen van de veiligheid van de bezettingsmacht (Israël). De bezettingsmacht dient de bezittingen van de civiele bevolking te respecteren en beschermen. De formele verantwoordelijkheid voor civiele activiteiten berust bij de militaire commandant, in het geval van de Westoever de Algemeen Commandant van het Centrale Commando (GOC Central Command).
Het Israëlische Hooggerechtshof stelde in 1983 dan ook, dat de militaire commandant geen rekening mag houden met de nationale, economische en sociale interessen van Israël, tenzij de veiligheid in het geding is. Nochthans worden binnen COGAT Israëls belangen en die van de kolonisten via de Civil Administration behartigd door vertegenwoordigers van ministeries en kolonisten-organisaties. Volgens Yesh Din fungeert de Civil Administration als een tak van de regering, ofwel als "mini-regering", die aldus dient als een middel voor onderdrukking van en dominantie over de Palestijnen.

## Oprichting

### Eerste militaire maatregelen
De voorgenomen duurzame bezetting, die een einde maakte aan het Jordaanse respectievelijk Egyptische bestuur van de Palestijnse gebieden, maakte een Israëlisch militair bestuur voor de lokale bevolking – gebaseerd op een systeem van militaire orders (MO's) – noodzakelijk. Op 7 juni werd bij Militaire Wet nr. 1 de Westoever tot bezet gebied verklaard en de controle door het leger afgekondigd. Wet nr. 2 van dezelfde datum gaf de regio-commandant alle wettelijke, uitvoerende en juridische macht over het gebied. Alle eigendommen van de Jordaanse regering werden aan deze commandant overgedragen. Wet nr. 3 stelde militaire rechtbanken in en verklaarde de Vierde Geneefse Conventie van toepassing ter bescherming van de rechten van de Palestijnse bevolking tijdens de oorlog. De bezettingswetten werden gevolgd door talloze militaire orders. Voor de Gazastrook werden soortgelijke maatregelen genomen onder het militaire regime van de regio-commandant voor dat gebied, Yeshayahu Gavish. Op 22 oktober 1967 werd de toepasselijkheid van de Vierde Geneefse Conventie per MO evenwel ingetrokken, maar op vrijwillige basis nog wel door Israël toegepast. De bezetting werd geherdefinieerd als een de facto bezetting van betwist gebied. Internationaal werden en worden de gebieden echter als bezette gebieden erkend.
Reeds in 1967 verbood Israël het gebruik van het Egyptische pond in de bezette Gazastrook en de Sinaï. In februari 1968 werden ook banktransacties verboden en het Egyptische pond vervangen door het Israëlische pond. De coördinator voor economische zaken in de Bezette gebieden Dan Hiram beweerde dat dit was om "monetair misbruik en speculatie met valuta tegen te gaan" die "ten koste gingen van de armste klasse". Yosef Klarman van de Jewish Agency pleitte voor kolonisatie van de "bevrijde gebieden".

### Aanstelling van de eerste COGAT
In augustus 1967 werd onder het gezag van defensieminister Moshe Dayan de hoofdonderzoeker van de Militaire Geheime Dienst Shlomo Gazit benoemd tot hoofd van het "Committee for Coordination of Activities in the Territories", de voorloper van COGAT. Hij werd daarmee de eerste coördinator voor regeringspolitiek in de bezette gebieden Westoever en Gazastrook. Gazit leidde daar de militaire regering en gaf vorm aan het apparaat. Terwijl Gazit verantwoordelijk was voor het algemeen militair bestuur, fungeerde kolonel Dan Hiram vanaf september 1967 een jaar lang als coördinator voor civiele zaken. Voor militaire zaken op de Westoever bleef de commandant van het "Centrale Commando", de militaire gouveneur, verantwoordelijk; van juni 1967 tot juli 1968 was dit Uzi Narkis. In Gaza was dit van juni 1967 tot december 1969 de commandant van het "Zuidelijke Commando" Yeshayahu (Shaike) Gavish. De laatste militaire gouveneur van Gaza was Dan Harel, die aanbleef tot aan de Israëlische terugtrekking in 2005.
Gazit stond in zijn rol als eerste Coördinator en als hoofd van de "Algemene Staf van de Militaire Regering en het Regionale Veiligheids Departement" een "verlichte bezetting" voor, waarbij het de Palestijnen zo comfortabel mogelijk werd gemaakt, zodat deze de bezetting zouden accepteren, maar tegelijkertijd iedere poging tot politieke weerstand hardhandig de kop werd ingedrukt. Daartoe behoorden de ook thans nog uitgevoerde praktijken van verdrijving en het slopen van woningen.
De status van de COGAT, zoals die kort na de Zesdaagse oorlog werd gevestigd, was vanaf het begin uitzonderlijk. Hij was primair gebaseerd op militair personeel en leiderschap, maar ondergeschikt aan de minister van Defensie en gericht op civiele zaken die voornamelijk betrekking hadden op het leven van de Palestijnse bevolking in de bezette gebieden. "Dit weerspiegelde in hoge mate de voortdurende Israëlische beslissing om besluiteloos in de gebieden te blijven, en het verlangen om volledige controle over deze gebieden te behouden terwijl aan de behoeften van het Palestijnse volk werd voldaan."

## Organisatie en doel
COGAT is een tak van het Israëlische Ministerie van Defensie. Zijn taak is de implementatie van de politiek van de Israëlische regering ten aanzien van civiele zaken en coördinatie van de veiligheidszaken in de Bezette Palestijnse gebieden. COGAT coördineert de activiteiten van de civiele Israëlische departementen en het leger ten aanzien van de Palestijnse Autoriteit (PA) en de inwoners. In februari 2023 werd evenwel een belangrijk deel van de taken van COGAT met betrekking tot het civiele bestuur om politieke redenen overgeheveld naar de extreem-rechtse minister van Financiën Bezalel Smotrich.
Het hoofdkwartier van COGAT is gevestigd op de Kirya legerbasis in Tel Aviv. De organisatie wordt geleid door een generaal-majoor van de IDF. De plaatsvervangend Coördinator heeft de rang van brigadegeneraal. Naast militair personeel is er ook burgerpersoneel van ministeries werkzaam. COGAT heeft een eigen opleiding, met de "Coordination and Liaison School" op de Tzrifin basis voor de officiersopleiding.
COGAT is sinds 1994 verdeeld in een uitvoeringstak voor de Westoever en een voor Gaza. Daarnaast heeft COGAT ondersteunende departementen. Op de Westoever is een hoofdkwartier gevestigd in Beit El, nabij Ramallah. Het belangrijkste uitvoerende onderdeel van COGAT is de Civil Administration, met een achttal coördinatie- en liaison-kantoren (CLA-kantoren) verspreid over het gebied. Vanuit de CLA's worden door het leger de civiele taken uitgevoerd. Voor Gaza is een CLA gevestigd bij de Eretz grensovergang.
De Civil Administration (CA) werd in november 1981 als tak van COGAT opgericht met als doel de veiligheidstaken van de militaire regering (legeractiviteiten) te scheiden van de civiele taken. De betreffende militaire order omschreef de CA als volgt:
"de Civiele Administratie zal civiele zaken in het gebied [de Westoever] administreren […] met betrekking tot het welzijn en ten voordele van de bevolking, met als doel het opereren als en leveren van publieke service en met het oog op de noodzakelijkheid van goed bestuur en openbare orde in het gebied."
De CA opereert nog altijd binnen het Centrale Commando van de IDF.

## Taken
De taken van COGAT raken het leven van de Palestijnse bewoners tot in de kleinste facetten.
- Onder meer betreffende directe persoonlijke zaken als persoonsregistratie en ID-kaarten, bouwvergunningen, toestemming voor reizen binnen Palestina en van en naar het buitenland; handel; werkvergunningen voor arbeid in Israël of Israëlische nederzettingen; toestemming voor medische behandelingen in Israël.[14]

Een aantal civiele taken die betrekking hebben op Palestijnse inwoners in 'Area A' en 'Area B' (circa 40% van de Westoever) is op grond van de Oslo-akkoorden overgedragen aan de Palestijnse Autoriteit (PA). COGAT speelt hierbij een coördinerende en toezichthoudende rol namens de Israëlische regering en heeft altijd het laatste woord. Voor de kolonisten gelden veel minder beperkingen en zij kunnen onbeperkt reizen binnen 'Area C' en van en naar Israël.
- COGAT coördineert ook de samenwerking tussen de Israëlische regering, het leger en de PA, diplomatieke bezoeken aan de Palestijnse gebieden. Hij coördineert tevens de bouw van Israëlische nederzettingen, de uitvoering van de nederzettingenpolitiek, openbare orde en de planologische ontwikkeling in 'Area C' van de Westoever, inclusief infrastructuur, zoals water, elektriciteit, aanleg van wegen en het slopen van Palestijnse bouwsels. In het grootste deel van de Westoever, namelijk 'Area C', heeft de PA niets te zeggen over civiele zaken. Diplomaten, inclusief van de VN, en buitenlandse organisaties mogen alleen naar Palestina reizen met toestemming van Israël, gecoördineerd door COGAT. Ook projecten van andere landen en internationale organisaties in de Bezette gebieden vereisen de toestemming van COGAT.[14]

Een belangrijk onderdeel van de "samenwerking" tussen COGAT en PA is de "security coordination". Hierbij is de PA verplicht alle activiteiten van Palestijnse veiligheidsbeambten en bewegingen tussen en binnen de Palestijnse gebieden met het leger te coördineren.
- Omdat COGAT ook het personen- en goederenverkeer tussen het buitenland en zowel de Westoever als Gaza coördineert, speelt deze een cruciale rol bij de levering van humanitaire hulp.[15] Dit geldt in het bijzonder voor Gaza, dat sinds 2007 door een Israëlische blokkade van de buitenwereld is geïsoleerd. Met name sinds de start van de Gaza-oorlog van 2023-2025 is er een ernstige humanitaire crisis in Gaza ontstaan door het belemmeren van toegang tot het gebied.

### Overdracht van taken (2023-2024)
In december 2022 trad de meest extreem-rechtse regering ooit aan, opnieuw onder leiding van Benjamin Netanyahu. In februari 2023 werd binnen het kabinet een belangrijk deel van de taken van COGAT met betrekking tot het civiele bestuur overgeheveld naar de extreem-rechtse Bezalel Smotrich. In onderhandelingen voor een regering was overeengekomen, dat Smotrich naast minister van Financiën ook een functie zou krijgen als 'minister in het Ministerie van Defensie'. In die hoedanigheid zou hij binnen het Ministerie van Defensie een nieuwe "Settlements Administration" ('nederzettingen-administratie') gaan leiden en activiteiten van de CA en COGAT aansturen. In het regeerakkoord stond ook dat er een 'minister voor religieus zionisme in het Ministerie van Defensie' zou komen, die verantwoordelijk zou zijn voor "Joodse nederzettingen en open land".
De Religieus Zionisme partij van Smotrich had al lang gepleit voor het geheel opheffen van de CA, of het deel dat over nederzettingen gaat daar weghalen en de controle over de Palestijnen daar laten. De voorgenomen wijziging van de organisatie-structuur was niet slechts een symbolische verschuiving, maar een stap met strategische gevolgen. Voor het eerst sinds de oprichting van beide organisaties, zou de leiding ervan niet langer onder de verantwoordelijkheid van de minister van Defensie vallen, die mede de IDF leidt, maar onder die van Financiën of een minister die door deze zou worden aangesteld. Een mogelijk gevolg van de splitsing zou (nog) minder samenwerking met de Palestijnse Autoriteit kunnen zijn en een focus op de bouw en uitbreiding van nederzettingen door Financiën, terwijl de "veiligheidscoördinatie" met de PA in handen van Defensie zou blijven.
Op 29 mei 2024 tekende Yehuda Fox, de commandant van het IDF Centrale Commando, een militaire order waarmee het hoofd van de CA de bevoegdheid werd gegeven zijn bevoegdheden te delegeren aan een plaatsvervangend hoofd. Dezelfde dag benoemde deze per MO Hillel Roth, een partijgenoot van Smotrich, in die functie. Naast nog vele andere bevoegdheden, kreeg Roth het gezag over onroerend goedtransacties, overheids-eigendommen, het gebruik van land en water, heilige plaatsen, bossen, toeristen, zwembaden, stadsplanning, dorpen en bouw, landregistratie en het bestuur over regional councils, het lokale bestuur van de nederzettingen. Volgens Peace Now is de naam "plaatsvervangend hoofd" echter misleidend, omdat hij helemaal niet ondergeschikt is aan het hoofd van de CA, maar alleen aan die van "Settlements Administration". Daarom zou een betere aanduiding "Gouveneur van de Nederzettingen" zijn.
Op een interne conferentie van zijn Religieus Zionisme partij op 9 juni pochte Smotrich, dat hij met de Settlements Administration een apart civiel systeem had gecreëerd onder toezicht van burgers in plaats van militairen. Een ministerie binnen het Ministerie van Defensie met een eigen minister en een hoofd dat vergelijkbaar is met een directeur-generaal van een regeringsministerie. Op dezelfde conferentie zei hij "[We wilden dat] het gemakkelijker zou zijn om het in de politieke en wettelijke context binnen te halen, zodat de mensen niet zouden zeggen dat wat we nu aan het doen zijn annexatie, en soevereiniteit, enz. is, dus we veranderden niet de legale status van het land. De militaire commandant is nog steeds de soeverein".
Hoewel de CA zelf nog wel onderdeel bleef van het Ministerie van Defensie, wordt de overdracht van verantwoordelijkheid door critici gezien als feitelijk een overgang van de facto naar de jure annexatie van 'Area C' van de Westoever. Smotrich werd volgens een commentaar in Haaretz in wezen de nieuwe civiele gouveneur van de Westoever, die bijna het hele leven van de inwoners kan controleren, inclusief het uitbreiden van nederzettingen en het stoppen van Palestijnse ontwikkeling. Formeel kan de minister van Defensie met instemming van premier Netanyahu beslissingen van de "Settlements Administration" terugdraaien.

## Gaza-oorlog
Vanaf het begin van de Gaza-oorlog van 2023-2025 blokkeerde Israël de toevoer van water en elektriciteit naar Gaza, vernietigde de infrastructuur en belemmerde de levering van humanitaire hulp grotendeels en vanaf begin maart 2025 volledig. Op 10 oktober 2023 zei COGAT Ghassan Alian in een video op X ,gericht aan de bevolking van Gaza: "Human animals must be treated as such. There will be no electricity and no water [in Gaza], there will only be destruction. You wanted hell, you will get hell,".
Democracy for the Arab World Now (DAWN) stuurde in december 2023 een lijst met namen van 40 officieren van het Israëlische leger, waaronder Alian, naar het ICC, ter informatie voor het onderzoek naar misdaden in Gaza. De militairen waren allen actief binnen Gaza of betrokken bij bombardementen, uithongering of de blokkade van de Gazastrook. Ook de Hind Rajab Foundation stapte naar het ICC om Alian aan te klagen wegens genocide, misdaden tegen de menselijkheid en oorlogsmisdaden. Tijdens een geheim werkbezoek van Alian aan Italië in januari 2025, riep HRF de autoriteiten op om hem te arresteren. Italië negeerde het verzoek echter en Alian kon ongehinderd naar Israël terugkeren. Naar aanleiding van de diverse aangespannen rechtszaken voerde de IDF nieuwe richtlijnen in, om in berichtgeving over de oorlog de identiteit van soldaten geheim te houden.

## Lijst van COGAT's sinds 1967
Een COGAT-commandant heeft de rang van generaal-majoor (in het Engels: major general) en is tevens lid van de algemene staf van de IDF.

Door de transliteratie vanuit het Hebreeuws kunnen namen in uiteenlopende varianten worden weergegeven.
| 1           | aug 1967 - apr 1974      | Shlomo Gazit                                                 |
| 2           | apr 1974 - feb 1976      | Rafael Vardi                                                 |
| 3           | feb 1976 - feb 1979      | Avraham Orli (Abraham Orly)                                  |
| 4           | feb 1979 - jan 1982      | Danni Matt (Danny Mat)                                       |
| 5           | jan 1982 - aug 1983      | Rahavia Vardi                                                |
| 6           | aug 1983 - apr 1984      | Binyamin Ben-Eliezer (Benjamin Eliezer)                      |
| 7           | apr 1984 - feb 1991      | Shmuel Goren (Samuel Goren)                                  |
| 8           | feb 1991 - feb 1995      | Daniel Rothschild                                            |
| 9           | feb 1995 - feb 1997      | Oren Shachor                                                 |
| 10          | feb 1997 - juli 2001     | Ya'akov (Mendi) Or (Jacob Orr)                               |
| 11          | juli 2001 - juli 2003    | Amos Gilad                                                   |
| 12          | juli 2003 - sep 2008     | Yousef Mishleb (Yosef Mishlav/Mishlev)                       |
| 13          | sep 2008 - nov 2009      | Amos Gilad                                                   |
| 14          | nov 2009 - jan 2014      | Eitan Dangot                                                 |
| 15          | 29 jan 2014 - 1 mei 2018 | Yoav Mordechai                                               |
| 16          | 1 mei 2018 - 6 apr 2021  | Kamil Abu Rukun (Rokon/Abu Rocon)                            |
| 17          | 6 apr 2021 - heden       | Ghassan Alian (Ghassan Alyan/Elian/Ghasan Alyan/Rasan Alian) |
| 1. 2. 3. 4. |                          |                                                              |